# 三氟化钴
三氟化钴（化学式：CoF3），IUPAC名称氟化钴(III)，室温下为不稳定的浅棕色易潮解固体，是很常用的氟化剂，用于有机氟化合物（尤其是全氟化合物）的制取，还原产物是氟化钴。类似可以用作氟化试剂的金属氟化物还有三氟化锰、二氟化银等。
与氟同族的氯也可生成钴(III)的二元化合物，但很不稳定，三氧化二钴溶于盐酸时便会有氯气放出。溴化钴(III)及碘化钴(III)从未制得。

## 制取
氯化钴(II)或氟化钴(II)与氟气在250°C时发生快速放热反应生成三氟化钴固体：
CoCl2  +  3/2 F2  →  CoF3  +  Cl2
此外，用三氟化氯来氟化金属钴或一氧化钴与氟气反应也可得到三氟化钴。它为六方晶系，与氟化铁和氟化铝同晶，是一个高自旋配合物。具潮解性，可被转化为[CoF6]3−离子，是少见的高自旋八面体钴(III)配合物之一。

## 反应
三氟化钴可以与许多金属或非金属单质反应生成相应的氟化物，自身被还原为二氟化钴。三氟化钴在600~700 °C分解产生二氟化钴并放出氟气，三氟化钴在此温度下于氟气中可升华。三氟化钴也有水合物，CoF3·3.5H2O，但结构尚不清楚。
用三氟化钴氟化有机化合物时，首先用二氟化钴与氟气在300°C左右反应生成三氟化钴，然后引入有机反应物与三氟化钴反应。三氟化钴被还原后生成的二氟化钴可以循环使用。氟化反应包含单电子转移及碳正离子中间体机理：
该反应通常用于全氟有机物的制取。三氟化钴的氧化性较强，一般反应都在气相、无溶剂或以无水氟化氢作介质中进行，常伴有重排或其他副反应的发生，用相关的KCoF4氟化可使反应的选择性增强。400°C左右时所有碳氢化合物的C-H键都可被转化为C-F键，并且氟也可以加到不饱和键上。
2CoF3  +  R-H  →  CoF2  +  R-F  +  HF